# Meklizin
A meklizin (vagy meklozin) egy hisztamin H1 antagonista, amit tengeribetegség, szédülés, terhességi hányinger, valamint sugárbetegség kezelésében alkalmaznak.

## Védjegyezettnevű készítmények
- Peremesin
- Dramamine II®
- Antivert®
- Bonamine®
- Bonikraft®
- Emetostop®
- Medivert®
- Sea-Legs®